# Furmanowka (Krym)
Furmanowka (ukr. i ros. Фурмановка) – wieś na Ukrainie, w Autonomicznej Republice Krymu (de iure stanowiącej integralną część państwa ukraińskiego, w 2014 anektowanej przez Rosję i odtąd funkcjonującej jako Republika Krymu), w rejonie bakczysarajskim. W 2001 liczyła 811 mieszkańców, wśród których 134 wskazało jako ojczysty język ukraiński, 532 rosyjski, 133 krymskotatarski, 2 białoruski, 3 ormiański, 1 niemiecki, a 6 inny. Według spisu ludności przeprowadzonego przez okupacyjne władze rosyjskie populacja wsi w 2014 wynosiła 958 osób.